# Spiridon Lambros
Spiridon Lambros (gr. Σπυρίδων Λάμπρος; ur. 1851, zm. 23 lipca 1919 w Skopelos) – grecki polityk, premier Grecji w latach 1916-1917, historyk bizantynolog.

## Życiorys
Urodził się na wyspie Korfu. Studiował historię w Londynie, Paryżu i Wiedniu. Od 1890 roku był wykładowcą na Uniwersytecie Narodowym im. Kapodistriasa w Atenach. Położył duże zasługi w dziedzinie bizantynistyki dzięki badaniom rękopisów i licznym wydawnictwom źródeł, napisał również, i to bardzo poczytną, historię Grecji od starożytności po 1453 rok. Założyciel pisma Neos Hellenomnemon, którego był wydawcą i jedynym współpracownikiem od 1904 do 1917 roku.

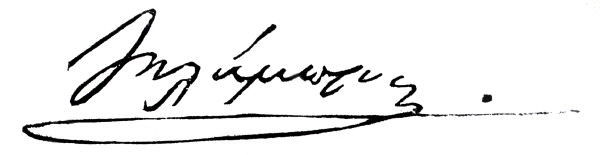

W październiku 1916 w wyniku rozłamu politycznego spowodowanego udziałem Grecji w I wojnie światowej został premierem Grecji. Był nim krótko w okresie od 10 października 1916 do 5 lutego 1917. Kontrolował jedynie Południową Grecję. Po zamieszkach w Atenach zrezygnował z funkcji premiera. Jego córka Lina Tsaldari była pierwszą kobietą w rządzie greckim (była ministrem opieki społecznej).

## Wybrane publikacje
- Ecthesis Chronica and Chronicon Athenarum, ed. with critical notes and indices by Spyridon P. Lambros, London: Methuen & Co. 1902.